# Шишкино (село, городской округ Домодедово)
Шишкино — село (до 2024 года — деревня) в городском округе Домодедово Московской области.

## География
Находится в южной части Московской области на расстоянии приблизительно 5 км на восток по прямой от железнодорожной станции Домодедово и приблизительно в 5 км от аэропорта Домодедово на север у автомобильной трассы на Москву.
К югу в 1,5 км располагается деревня Тупицино, на северо-западе — деревня Жеребятьево.

## История
Упоминается с 1629 года как деревня Жданского стана. Первыми владельцами стали князья Барятинские, позднее принадлежала различным помещикам и купцам.
В 2024 году деревня была преобразована в село.

## Население
| 2002 | 2010 |
| ---- | ---- |
| 45   | ↗135 |

Постоянное население составляло 147 человек в 2002 году (русские 94 %), 135 в 2010.

## Достопримечательности
Усадебный парк с остатками разрушенного пионерского лагеря.